# La legge del vizio
La legge del vizio (Filles de nuit) è un film del 1958 diretto da Maurice Cloche.